# Ʊ̃
Cette page contient des caractères spéciaux ou non latins. S’ils s’affichent mal (▯, ?, etc.), consultez la page d’aide Unicode.
Ʊ̃ (minuscule : ʊ̃), appelé upsilon tilde, est une lettre additionnelle qui est utilisée pour écrire certaines langues africaines comme le birifor du Sud ou le tafi. Elle est composée d’un upsilon latin ‹ Ʊ ʊ › diacrité d’un tilde.

## Utilisation
En tafi, ʊ̃ est utilisé pour représenter une voyelle pré-fermée postérieure arrondie nasalisée /ʊ̃/.

## Représentations informatiques
Cette lettre possède les représentations Unicode suivantes :
| formes    | représentations | chaînes de caractères | points de code | descriptions                                      |
| --------- | --------------- | --------------------- | -------------- | ------------------------------------------------- |
| capitale  | Ʊ̃               | Ʊ◌̃                    | U+01B1 U+0303  | lettre majuscule latine upsilon diacritique tilde |
| minuscule | ʊ̃               | ʊ◌̃                    | U+028A U+0303  | lettre minuscule latine upsilon diacritique tilde |